# MAD (sintetizador)
Instrumento musical electrónico (electrófono), el primer sintetizador digital de la historia.
Fue desarrollado por John Chowning quien, en 1967 descubrió la síntesis de la Frecuencia modulada (FM), logrando crear un sonido artificial muy similar al de los clarinetes, fagots y otros instrumentos. 
Yamaha le compró la patente de síntesis de FM y construyó el MAD, lanzado en 1973. Al ser la pionera, Yamaha, en esos tiempos iniciales dominó por completo el mercado de los sintetizadores.
- Datos: Q5988183